# Arry (Calvados)
Pour les articles homonymes, voir Arry.
Arry est une ancienne commune française du département du Calvados et la région Normandie, intégrée au territoire du Locheur depuis le 11 mai 1832.

## Toponymie
Situé sur la rivière l'Odon, ad rivum, « sur la rivière », le nom du village pourrait venir de son emplacement[réf. nécessaire].
Ce toponyme pourrait, aussi, provenir de l'agglutination du nom de personne gallo-romain Arrius et du suffixe acum qui signifie « la terre d'Arrius »[réf. nécessaire].

## Histoire
La commune est réunie au Locheur, par l'ordonnance du 11 mai 1832.

## Démographie
| 1793 | 1800 | 1806 | 1821 | 1831 |
| ---- | ---- | ---- | ---- | ---- |
| 103  | 69   | 78   | 72   | 81   |

## Lieux et monuments
- Manoir d'Arry (XVIIe siècle) dont une cheminée monumentale.